# Xavier Hurtado
Xavier Hurtado (Barcelona, 1961) és un artista català que treballa el Vídeo art. Llicenciat en Belles arts per la Universitat de Barcelona (1986) i màster en arts per la New York University, la seva obra tracta especialment la crítica a la cultura global de la tecnologia, a partir del treball de la crisi de la identitat del subjecte, les noves mitologies de la globalització i la tematització de la diversitat cultural. A més, també ha tractat les diverses formes actuals d'exclusió que s'esdevenen en indrets com Barcelona o Bogotà i l'efecte que exerceixen sobre aquells que són exclosos i aquells que exclouen.
Com a docent, ha exercit a Sud-amèrica, a la Universidad Nacional de Colombia, la Universidad de los Andes i la Universidad Pontificia Javeriana de Bogotà, i a Catalunya ha estat professor de la Universitat Pompeu Fabra, la Universitat de Barcelona, l'Escola Eina i la Universitat Autònoma de Barcelona.

## Computación espontánea
La creació Computación espontánea va ser la protagonista de la segona entrega de la sèrie d'exposicions Singular Electrics, comissariada entre 1998 i 1999 per Tere Badia, Jorge Luis Marzo i Rosa Sánchez. Mitjançant aquesta obra, Hurtado volia ironitzar sobre l'ús de la tecnologia en la creació artística i els seus efectes sobre el comportament humà.
Instal·lada a l'Espai 13 de la Fundació Joan Miró, l'obra consistia en una taula de despatx amb algunes cadires velles i dos ordinadors que es comuniquen mútuament entre ells, esdevenint éssers independents de la voluntat de l'usuari. Els teclats funcionen automàticament, i amb imatges de pel·lícules i publicitat a les pantalles. En aquest cas, les màquines funcionen de manera aliena al visitant, i un cartell els avisa que la instal·lació no és interactiva, ironitzant sobre el plantejament que qualsevol obra artística que se serveix de les noves tecnologies ha de ser interactiva.